# Награды Омской области
Награды Омской области — награды субъекта Российской Федерации Омской области, учреждённые Законодательным Собранием Омской области на основании Закона Омской области от 1 марта 2004 года № 512-ОЗ-ОД «О государственных наградах Омской области, наградах высших органов государственной власти Омской области и почётных званиях Омской области» и других законодательных актов о наградах.
Награды Омской области являются формой поощрения граждан, коллективов организаций и организаций, за значительный вклад в социально-экономическое развитие Омской области, большие заслуги и достижения в государственной, производственной, научно-исследовательской, социальной, культурной, общественной, благотворительной и иной деятельности.
Согласно Закону Омской области от 1 марта 2004 года № 512-ОЗ-ОД, в Омской области устанавливаются следующие виды государственных областных наград:
- высшие награды;
- премии;
- медали;
- знаки отличия;
- почётные звания;
- грамоты и благодарности.

Также, к значимым юбилеям исторических событий и важным мероприятиям, отдельными законодательными актами, могут учреждаться юбилейные медали Омской области.

## Перечень наград

### Высшие награды
Согласно пункту 1 статьи 15 Закона Омской области от 1 марта 2004 года № 512-ОЗ-ОД «О государственных наградах Омской области…», лица, награждённые золотой медалью «За особые заслуги перед Омской областью» или удостоенные почётного звания Омской области «Почётный гражданин Омской области», имеют ряд льгот и преференций.
| Изображение награды                 | Наименование награды                                     | Дата учреждения                                              | Правила награждения | Источник |
| ----------------------------------- | -------------------------------------------------------- | ------------------------------------------------------------ | --- | --- |
|                                     | Золотая медаль «За особые заслуги перед Омской областью» | 1 марта 2004 года                                            | Золотая медаль «За особые заслуги перед Омской областью» является высшей наградой Омской области. Основаниями для награждения золотой медалью «За особые заслуги перед Омской областью» являются: - совершение поступков, имеющих особо важное значение для Омской области, свидетельствующих о высоком патриотическом отношении лица к Омской области; - совершение поступка, связанного со спасением жизни людей, защитой государственных и (или) общественных интересов. | Закон Омской области от 1 марта 2004 года № 512-ОЗ-ОД «О государственных наградах Омской области, наградах высших органов государственной власти Омской области и почётных званиях Омской области» |
| Нагрудный знак Почётного гражданина | Почётное звание «Почётный гражданин Омской области»      | 19 ноября 1998 года --- повторно учреждено 1 марта 2004 года | Почётное звание «Почётный гражданин Омской области» учреждено в целях признания выдающихся заслуг граждан перед Омской областью, поощрения личной деятельности, направленной на пользу области, обеспечение её благополучия и процветания. Звание присваивается Главой Администрации (Губернатором) Омской области персонально, пожизненно гражданам Российской Федерации, иностранным гражданам, лицам без гражданства и не может быть отозвано. Звание является высшим почётным званием Омской области. Основанием для присвоения звания является: - совершение мужественных и героических поступков при исполнении служебного и/или гражданского долга во благо Омской области и Российской Федерации; - личные заслуги по защите прав и законных интересов жителей области, а также по сохранению исторического и культурного наследия области; - авторитет лица у жителей Омской области, обретенный длительной и плодотворной общественной, культурной, научной, политической, хозяйственной, а также иной деятельностью с выдающимися конкретными и полезными результатами для Омской области; - долговременная и устойчивая известность среди жителей Омской области в связи с широкой благотворительной деятельностью. | Закон Омской области от 19 ноября 1998 года № 164-ОЗ «О звании „Почётный гражданин Омской области“» --- Закон Омской области от 1 марта 2004 года № 512-ОЗ-ОД «О государственных наградах Омской области, наградах высших органов государственной власти Омской области и почётных званиях Омской области» |

### Премии
| Изображение награды                    | Наименование награды                  | Дата учреждения   | Правила награждения | Источник |
| -------------------------------------- | ------------------------------------- | ----------------- | --- | --- |
| Типовой нагрудный знак Лауреата премии | Государственные премии Омской области | 1 марта 2004 года | Основанием для награждения Государственными премиями Омской области является достижение выдающихся результатов в различных сферах профессиональной или иной общественно полезной деятельности, имеющих особо важное значение для Омской области. Государственная премия Омской области носит персональный характер и присуждается, как правило, одному соискателю. В исключительных случаях, если решающая роль в достижении выдающихся результатов в различных сферах профессиональной или иной общественно полезной деятельности, имеющих особо важное значение для Омской области, принадлежит нескольким лицам, Государственной премией Омской области может быть награждён коллектив, состоящий не более чем из трех граждан Российской Федерации. В этом случае Государственная премия Омской области распределяется между награждаемыми в равных долях. | Закон Омской области от 1 марта 2004 года № 512-ОЗ-ОД «О государственных наградах Омской области, наградах высших органов государственной власти Омской области и почётных званиях Омской области» |

### Медали
| Изображение награды | Наименование награды                               | Дата учреждения      | Правила награждения | Источник |
| ------------------- | -------------------------------------------------- | -------------------- | --- | --- |
|                     | Медаль «За высокие достижения»                     | 1 марта 2004 года    | Основаниями для награждения медалью «За высокие достижения» являются высокая социальная оценка и значимость результатов общественной деятельности лица, социальная поддержка проектов и программ, создаваемых лицом. | Закон Омской области от 1 марта 2004 года № 512-ОЗ-ОД «О государственных наградах Омской области, наградах высших органов государственной власти Омской области и почётных званиях Омской области»         |
|                     | Медаль «Материнская слава»                         | 6 июня 2005 года     | Основанием для награждения медалью «Материнская слава» является рождение (усыновление (удочерение)) и воспитание пяти и более детей. Награждение медалью «Материнская слава» производится при отсутствии у матери, представляемой к награждению, государственных наград СССР или Российской Федерации за рождение и воспитание детей. При представлении к награждению учитывается добросовестное отношение матери к воспитанию детей. Награждение медалью «Материнская слава» осуществляется один раз. | Закон Омской области от 6 июня 2005 года № 636-ОЗ «О внесении изменений и дополнений…» |
|                     | Медаль «Отцовская доблесть»                        | 21 июля 2009 года    | Основанием для награждения медалью «Отцовская доблесть» является воспитание отцом троих и более детей, в том числе усыновленных (удочеренных), при наличии одного и более несовершеннолетних детей в случаях смерти матери, признания её безвестно отсутствующей или лишения её родительских прав. Награждение медалью «Отцовская доблесть» производится не ранее достижения младшим ребёнком возраста одного года. Награждение медалью «Отцовская доблесть» производится при отсутствии у отца, представляемого к награждению, государственных наград Российской Федерации за воспитание детей. При представлении к награждению учитывается создание отцом наиболее благоприятных условий для гармоничного нравственного и физического воспитания детей, развитие и укрепление семейных традиций и ценностей, достижение детьми высоких показателей в учёбе, спорте, науке, искусстве и иных успехов. Награждение медалью «Отцовская доблесть» осуществляется один раз. | Закон Омской области от 21 июля 2009 года № 1171-ОЗ «О внесении изменений…» |
|                     | Медаль «За благотворительность»                    | 1 октября 2013 года  | Основаниями для награждения медалью «За благотворительность» являются активная и широкая благотворительная деятельность на территории Омской области в целях: - социальной поддержки и защиты граждан, включая улучшение материального положения малообеспеченных, социальную реабилитацию безработных, инвалидов и иных лиц, которые в силу своих физических или интеллектуальных особенностей, иных обстоятельств не способны самостоятельно реализовать свои права и законные интересы; - содействия укреплению мира, дружбы и согласия между народами Российской Федерации, проживающими на территории Омской области, предотвращению социальных, национальных, религиозных конфликтов; - содействия укреплению престижа и роли семьи в обществе, защите материнства, детства и отцовства; - содействия деятельности в сфере образования, науки, культуры, искусства, просвещения, духовному развитию личности; - содействия деятельности в сфере профилактики и охраны здоровья граждан, а также пропаганды здорового образа жизни, улучшения морально-психологического состояния граждан; - содействия деятельности в сфере физической культуры и массового спорта; - социальной реабилитации детей-сирот, детей, оставшихся без попечения родителей, безнадзорных детей, детей, находящихся в трудной жизненной ситуации; - содействия патриотическому, духовно-нравственному воспитанию детей и молодежи; - поддержки общественно значимых молодёжных инициатив, проектов, детского и молодёжного движения, детских и молодёжных организаций. | Закон Омской области от 1 октября 2013 года № 1578-ОЗ «О внесении изменений…» --- |
|                     | Медаль «За самоотверженность»                      | 20 мая 2021 года     | Основанием для награждения медалью «За самоотверженность» является добровольная активная деятельность по оказанию помощи гражданам и организациям, нуждающимся в особой поддержке и защите в период ликвидации последствий чрезвычайных ситуаций, а также участие в реализации мероприятий, направленных на обеспечение санитарно-эпидемиологического благополучия населения Омской области. | Закон Омской области от 28 мая 2021 года № 2394-ОЗ «О внесении изменений…» --- Указ Губернатора Омской области от 15 июня 2021 года № 89 «О медали „За самоотверженность“»                                 |
|                     | Медаль «Дружба народов»                            | 29 апреля 2016 года  | Основанием для награждения медалью «Дружба народов» является активная деятельность на территории Омской области в целях реализации государственной национальной политики Российской Федерации, сохранения и развития национальных культур, укрепления этноконфессионального мира, дружбы и согласия между народами, проживающими на территории Омской области. | Закон Омской области от 29 апреля 2016 года № 1873-ОЗ «О внесении изменений…» --- |
|                     | Медаль «За безопасность жизнедеятельности»         | 28 декабря 2016 года | Основанием для награждения медалью «За безопасность жизнедеятельности» является значительный вклад в укрепление законности, охрану здоровья и жизни, защиту прав и свобод граждан: - в сфере обеспечения общественной безопасности; - при поддержании правопорядка; - при предупреждении и ликвидации последствий чрезвычайных ситуаций природного и техногенного характера; - при организации и осуществлении на территории Омской области мероприятий по предупреждению терроризма и экстремизма, межнациональных и межконфессиональных конфликтов. | Закон Омской области от 28 декабря 2016 года № 1945-ОЗ «О внесении изменений…» --- |
|                     | Медаль «За участие в специальной военной операции» | 30 октября 2023 года | Основанием для награждения медалью «За участие в специальной военной операции» являются защита прав и свобод человека и гражданина, заслуги по охране здоровья и спасению жизни граждан, сохранение и укрепление мира и законности, дружбы и согласия между народами на территории проведения специальной военной операции. | Закон Омской области от 30 октября 2023 года № 2638-ОЗ «О внесении изменений…» --- Указ губернатора Омской области от 26 февраля 2024 года № 29 «О медали „За участие в специальной военной операции“» --- |

### Знаки отличия
| Изображение награды | Наименование награды                                                                             | Дата учреждения   | Правила награждения | Источник |
| ------------------- | ------------------------------------------------------------------------------------------------ | ----------------- | --- | --- |
|                     | Знак отличия «За служение Омской области» I степени                                              | 12 июля 2018 года | Основанием для награждения знаком отличия «За служение Омской области» являются достижения в государственной, производственной, научно-исследовательской, социально-культурной и общественной деятельности, направленные на развитие Омской области или позволившие улучшить условия жизни населения региона. Очередное награждение знаком отличия «За служение Омской области» производится за новые достижения не ранее чем через три года после предыдущего награждения.                                   | Закон Омской области от 12 июля 2018 года № 2093-ОЗ «О внесении изменений…»                                                                                                  |
|                     | Знак отличия «За служение Омской области» II степени                                             | 12 июля 2018 года | См. «Правила награждения знаком отличия „За служение Омской области“ I степени». | Закон Омской области от 12 июля 2018 года № 2093-ОЗ «О внесении изменений…»                                                                                                  |
|                     | Знак отличия «За служение Омской области» III степени                                            | 12 июля 2018 года | См. «Правила награждения знаком отличия „За служение Омской области“ I степени». | Закон Омской области от 12 июля 2018 года № 2093-ОЗ «О внесении изменений…» ---                                                                                              |
|                     | Почётный знак «За вклад в развитие добровольческой (волонтерской) деятельности в Омской области» | 3 июля 2020 года  | Почётный знак «За вклад в развитие добровольческой (волонтерской) деятельности в Омской области» является формой поощрения Губернатора Омской области. Почётным знаком поощряются физические лица за активное участие в добровольческой (волонтерской) деятельности, а также значительный вклад в развитие добровольчества (волонтерства) на территории Омской области. Решение о награждении почётным знаком принимается Губернатором Омской области по предложению комиссии по награждению почётным знаком. | Указ Губернатора Омской области от 03 июля 2020 года № 81 «Об учреждении почётного знака „За вклад в развитие добровольческой (волонтерской) деятельности в Омской области“» |

### Почётные звания
| Изображение награды                       | Наименование награды           | Дата учреждения   | Правила награждения | Источник |
| Типовой нагрудный знак к почётным званиям | Почётные звания Омской области | 1 марта 2004 года | Почётные звания Омской области учреждены для поощрения граждан за заслуги и большой личный вклад в социально-экономическое и культурное развитие Омской области, высокое профессиональное мастерство и добросовестный труд, способствующие развитию региона. Почётные звания присваиваются лицам, внёсшим значительный вклад в сфере своей профессиональной деятельности. В настоящее время учреждены следующие звания: - Заслуженный деятель культуры Омской области; - Заслуженный деятель науки Омской области; - Заслуженный журналист Омской области; - Заслуженный мастер народного художественного промысла Омской области; - Заслуженный работник дорожного хозяйства Омской области; - Заслуженный работник сельского хозяйства Омской области; - Заслуженный работник государственной гражданской службы Омской области; - Заслуженный работник жилищно-коммунального хозяйства Омской области; - Заслуженный работник сферы обслуживания населения Омской области; - Заслуженный работник промышленности Омской области; - Заслуженный работник связи Омской области; - Заслуженный работник здравоохранения Омской области; - Заслуженный работник образования Омской области; - Заслуженный работник пожарной охраны Омской области; - Заслуженный работник социальной защиты населения Омской области; - Заслуженный работник торговли Омской области; - Заслуженный работник транспорта Омской области; - Заслуженный работник физической культуры Омской области; - Заслуженный строитель Омской области; - Заслуженный финансист Омской области; - Заслуженный экономист Омской области; - Заслуженный юрист Омской области; - Заслуженный работник лесного хозяйства Омской области; - Заслуженный эколог Омской области; - Заслуженный работник сферы обеспечения безопасности Омской области; - Заслуженный работник сферы информационных технологий Омской области; - Заслуженный меценат Омской области; - Заслуженный предприниматель Омской области. Лицам, удостоенным почётных званий, вручается соответствующий нагрудный знак, удостоверение к нему, выплачивается разовое денежное вознаграждение. | Закон Омской области от 1 марта 2004 года № 512-ОЗ-ОД «О государственных наградах Омской области, наградах высших органов государственной власти Омской области и почётных званиях Омской области» --- |

### Грамоты и благодарности
| Изображение награды | Наименование награды                               | Дата учреждения     | Правила награждения | Источник |
| ------------------- | -------------------------------------------------- | ------------------- | --- | --- |
|                     | Почётная грамота Правительства Омской области      | 12 марта 2004 года  | Основаниями награждения Почётной грамотой Правительства Омской области субъектов, являются: - многолетний безупречный труд; - высокое профессиональное мастерство; - заслуги в области экономики, науки, культуры, просвещения, охраны здоровья, общественной безопасности, воспитания молодежи, иных сферах общественной жизни; - активное участие в общественно полезной и благотворительной деятельности; - завершение важных для развития Омской области этапов работ; - юбилейные даты, профессиональные праздники при наличии любого из вышеназванных оснований. Юбилейными датами для юридических лиц, коллективов, иных объединений граждан Российской Федерации, не являющихся юридическими лицами, органов государственной власти, органов местного самоуправления Омской области являются 25, 50, 75, 100 лет со дня создания и далее каждые 25 лет, для муниципальных образований Омской области — 50, 100 лет со дня создания и далее каждые 50 лет, для физических лиц — 50, 55 (для женщин), 60 лет со дня рождения и далее каждые 5 лет. | Постановление Правительства Омской области от 12 марта 2004 года № 6-п «О Почётной грамоте Правительства Омской области»        |
|                     | Благодарственное письмо Губернатора Омской области | 4 августа 2009 года | Благодарственное письмо Губернатора Омской области является формой поощрения за заслуги в проведении социальной и экономической политики в Омской области, осуществлении эффективной деятельности органов государственной власти, развитии местного самоуправления, обеспечении законности, прав и свобод граждан, общественной и благотворительной деятельности, направленные на благо общества, активное участие в подготовке и проведении мероприятий областного, окружного, федерального и международного уровней, а также в связи с памятными и юбилейными датами при наличии любой из вышеназванных заслуг. Благодарственным письмом поощряются граждане и юридические лица, коллективы, иные объединения граждан, не являющиеся юридическими лицами. | Указ Губернатора Омской области от 4 августа 2009 года № 88 «Об учреждении благодарственного письма Губернатора Омской области» |

### Юбилейные медали
| Изображение награды | Наименование награды                      | Дата учреждения    | Правила награждения | Источник |
| ------------------- | ----------------------------------------- | ------------------ | --- | --- |
|                     | Юбилейная медаль «Омск. 300-летие»        | 4 апреля 2016 года | Юбилейная медаль «Омск. 300-летие» является мерой поощрения от имени Губернатора Омской области, которой могут быть удостоены граждане Российской Федерации, иностранные граждане, а также коллективы граждан, не являющиеся юридическими лицами, при наличии оснований. Основаниями для награждения юбилейной медалью являются: - высокие результаты в развитии экономики, производства, науки, техники, строительства, культуры, искусства, образования, здравоохранения, спорта, законности и правопорядка на территории города Омска; - социально значимая общественная и благотворительная деятельность на территории города Омска; - иная деятельность, способствующая всестороннему развитию города Омска, повышению его авторитета в Российской Федерации и за рубежом. | Указ Губернатора Омской области от 04 апреля 2016 года № 59 «Об учреждении юбилейной медали „Омск. 300-летие“» ---  |
|                     | Юбилейная медаль «200 лет Омской области» | 14 июня 2022 года  | Юбилейная медаль «200 лет Омской области» является мерой поощрения от имени Губернатора Омской области. Юбилейной медали могут быть удостоены граждане Российской Федерации, а также коллективы и иные объединения граждан Российской Федерации, не являющиеся юридическими лицами, при наличии оснований. Иностранные граждане могут быть удостоены юбилейной медали в исключительных случаях, связанных с большой экономической и (или) общественной значимостью их заслуг для Омской области. Основаниями для награждения юбилейной медалью являются: - высокие результаты в развитии экономики, производства, науки, техники, строительства, культуры, искусства, образования, здравоохранения, спорта, законности и правопорядка на территории Омской области; - социально значимая общественная и благотворительная деятельность на территории Омской области; - иная деятельность, способствующая всестороннему развитию Омской области, повышению её авторитета в Российской Федерации и за рубежом. | Указ Губернатора Омской области от 14 июня 2022 года № 93 «Об учреждении юбилейной медали „200 лет Омской области“» |

## Ведомственные медали
| Изображение награды | Наименование награды                          | Дата учреждения      | Правила награждения | Источник |
| ------------------- | --------------------------------------------- | -------------------- | --- | --- |
|                     | Медаль «За заслуги в области здравоохранения» | 21 августа 2014 года | Медаль Министерства здравоохранения Омской области «За заслуги в области здравоохранения» является высшей наградой Министерства здравоохранения Омской области. Медалью награждаются работники медицинских и фармацевтических организаций, расположенных на территории Омской области, за высокопрофессиональную лечебную, фармацевтическую и организационную деятельность, эффективное внедрение в практику современных достижений медицинской науки и техники, имеющие стаж работы в отрасли здравоохранения не менее 10 лет, а также работники органов исполнительной власти Омской области, представители творческой интеллигенции за особо выдающиеся личные заслуги в развитии здравоохранения на территории Омской области. | Приказ Министерства здравоохранения Омской области от 21 августа 2014 года № 57 «О наградах и поощрениях Министерства здравоохранения Омской области» --- |
|                     | Медаль С. И. Манякина                         | 2016 год             | Медаль Сергея Иосифовича Манякина учреждена решением Совета унитарной некоммерческой организации «Фонд развития Омской области имени С. И. Манякина», в честь советского партийного руководителя Сергея Иосифовича Манякина. Медалью Сергея Иосифовича Манякина награждаются граждане Российской Федерации, иностранные граждане и лица без гражданства, внёсшие особый вклад в становление и развитие Омской области в различных сферах и отраслях народного хозяйства: промышленности, строительстве, сельском хозяйстве, здравоохранении, образовании, культуре, в общественной и благотворительной деятельности, в сфере охраны законности и правопорядка и т. п.                                                              | Информация о медали имени Сергея Иосифовича Манякина ---                                                                                                  |

## Награды города Омска
Награды города Омска — награды, используемые (наряду с наградами Омской области) для награждения жителей областного центра — города Омска.
К наградам города Омска относятся: звание «Почётный гражданин города Омска», Почётная грамота Администрации города Омска, Благодарственное письмо Администрации города Омска.
Городские награды являются формой поощрения граждан и организаций за заслуги в экономике, совершенствовании системы городского самоуправления, жилищно-коммунального хозяйства, науке, культуре, спорте, искусстве, военной службе и иные заслуги перед городом Омском.
Право учреждения городских наград принадлежит администрации города Омска.
| Изображение награды                 | Наименование награды                     | Дата учреждения      | Правила награждения | Источник |
| ----------------------------------- | ---------------------------------------- | -------------------- | --- | --- |
| Нагрудный знак Почётного гражданина | Звание «Почётный гражданин города Омска» | 20 февраля 2002 года | Звание «Почётный гражданин города Омска» присваивается Омским городским Советом персонально, пожизненно и является высшим почётным званием города Омска. Звание «Почётный гражданин города Омска» присваивается при жизни. Звание «Почётный гражданин города Омска» может быть присвоено после смерти лица, предлагаемого для присвоения звания «Почётный гражданин города Омска», в случае поступления при его жизни в Администрацию города Омска ходатайств о присвоении ему звания «Почётный гражданин города Омска». Звание «Почётный гражданин города Омска» присваивается гражданам Российской Федерации, проживающим в настоящее время, ранее проживавшим в городе Омске, иностранным гражданам, лицам без гражданства. Присвоение звания «Почётный гражданин города Омска» осуществляется в годы празднования юбилейных дат со дня основания города Омска не более чем трем гражданам. Под юбилейными датами со дня основания города Омска понимаются каждые пять лет со дня основания города Омска. | Решение Омского городского Совета от 20 февраля 2002 года № 458 "Об утверждении Положения «О звании „Почётный гражданин города Омска“ и порядке его присвоения»" |